# 熊谷直高
熊谷 直高（くまがい なおたか、宝治元年（1247年） - 弘安7年7月13日（1284年8月25日））は、鎌倉時代中期の御家人・武将。安芸国本庄系熊谷氏の当主。父は熊谷直時、子は熊谷直満、直義、有直、時直、直泰。兄弟に熊谷直久、熊谷直基がいる。妻は佐々木景綱の娘。通称は二郎、法名は行蓮・道忍。官途は図書介。

## 生涯
熊谷直時の嫡子として、武蔵国熊谷郷で生まれた。
父・直時との関係が良くなかったのか、弘長3年（1263年）に直時は置文を作成して直高ら息子たちに不孝の振舞いがあったとして、今後彼らがそうした振舞いを改めなければ、この置文を譲状の代わりとして娘（文中には「山田女」）に所領を譲る意向が示された。結局、弘安3年（1280年）に直時が没するまで関係は改善されなかったらしく、置文を根拠に所領を譲られたと主張する山田女と置文を譲状の代わりに使うことは法的に無効であるという解釈を盾に所領を相続を主張する直高の間で訴訟となっている。
文永11年（1274年）に熊谷郷の木田見長家所領の半分が直高の所領となった（熊谷家文書第21号）。しかしこの時期は元軍の襲来が行われた時期で、西国・九州防衛の観点から、多くの東国武士団が本拠を西国に移しており、この元寇をきっかけに熊谷氏宗家も熊谷郷から三入庄へ本拠を移すこととなった。同年10月頃に武田信時らも安芸国へと下向しており、直高も同時期10月頃には下向したと思われる。
翌年の建治元年（1275年）に、三入庄に新野頼章の一族が一部地頭として入部してきた。頼章の嫡子・新野頼俊（直高妹婿）と直高は所領を巡って争い、ついに弘安7年（1284年）、三入上村で戦闘に及び、直高は無念の討死を遂げた。
なお、近年の研究では、直高の後を継いだ息子・直満の事績や現存する熊谷氏の文書の内容から、直高没後の熊谷氏宗家は依然として熊谷郷に居住しており、熊谷氏が熊谷郷から三入庄に拠点を移すのは直満の庶子である熊谷直経が宗家の家督を継ぐことになった結果とされている。